# امیر نجم رشتی
امیر نجم‌الدین مسعود زرگر رشتی گیلانی (درگذشتهٔ ۹۱۵ قمری در خامنه) سپهسالار و وکیل نفس نفیس همایون شاه اسماعیل یکم صفوی بوده‌است. وی از نوجوانی شاه اسماعیل و حضور وی در گیلان، همراه او بوده‌است و شاه اسماعیل علاقهٔ بسیاری به او داشته‌است.

## شرح حال نجم زرگر رشتی در متون تاریخی
در حبیب‌السیر: «امیر نجم الدین مسعود در اوایل حال در سلک اشرف و اعیان رشت که داخل مملکت جیلانست منتظم بود و به واسطه کمال مهارت در صناعت صیاغت از امثال و اقران ممتاز و مستثنی می‌نمود و در آن ایام که آن گوهر کان الطاف الهی یعنی حضرت شاهی دین‌پناهی در ولایت لاهیجان به سر می‌برد امیر نجم الدین مسعود بنا بر ارادتی که نسبت به دودمان پیغمبری سیما منتصبان خاندان حیدری ثابت داشت نادیده نقش محبت آن قرةالعین ولایت را به قلم اخلاص بر خاتم دل نگاشت… بعد از آن که موکب همایون پادشاه ربع مسکون از آن مملکت به خطه اردبیل مراجعت وصیت ظهور دولت و اقبال ابدی الاتصال در اطراف عالم سمت شیوع پذیرفت. کوسه عباس که سپهسالار حاکم رشت امیر اسحق بود و در مذهب تسنن غلو می‌نمود، دانست که امیر نجم الدین مسعود به ملت علیه امامیه عمل می‌نماید و نسبت به آن قدوه اولاد خیرالریه در طریق اخلاق و نیازمندی سلوک می‌فرماید.
بنا بر آن امیر اسحق را بر قتل آن جناب اغوا کرد و امیر نجم الدین از این معنی خبر یافته به پای فرار روی به درگاه پادشاه جم اقتدار آورد و در آن ایام که اردوی ظفر انجام متوجه شروان بود به موکب همایون پیوسته در سلک سایر خدام پایه سریر اعلی انتظام یافت… و چون آن جناب به صفت فراست و کاردانی و سمت کیاست و فضائل نفسانی اتصال داشت و به حلاوت گفتار و محاسن کرداد از امثال و اقران ممتاز بود همواره تخم جود و احسان در زمین طوایف انسان می‌کاشت به اندک زمانی اعتبار و اختیار بسیار پیدا کرد و در خلال احوال مذکور به منصب وکالت نفس نفیس همایون(۱) سرافراز گشته من حیث الاستقلال روی بتمشیت مهمات ملک و مال آورد پایه قدر و منزلتش از تمامی امراء عظام و مقربان بارگاه فلک احتشام درگذشت و درگاه خلایق ملازمش بیمن تربیت پادشاه وافر عنایت آرامگاه اشراف و اعیان عراق و فارس و آذربایجان گشت…»
همچنین در حبیب‌السیر دربارهٔ قتل قاضی محمد کاشانی به دستور امیر نجم رشتی، آمده‌است: «قاضی محمد کاشانی که به عالی منصب صدارت معزز بود و از غایت تقرب و نیابت در اکثر مهمات سرکار سلطنت دخل می‌فرمود … در غیبت آن جناب [نجم رشتی] روزی که پادشاه گیتی‌فروز در بزم نشاط و کامرانی نشسته بود… معروض داشت که امیر نجم الدین مبلغ بیست هزار تومان از اموال شاهی تصرف دارد. اگر او را به بنده سپارند به اندک زمانی آن مال بسیار را به خزانه عامره می‌رسانم. پادشاه به آن سخن التفات نکرد و هم در آن ایام کیفیت حال را به امیر نجم الدین در میان نهاده قاضی محمد را بدو سپرد و امیر نجم الدین او را مصادره و مؤاخذه نمود. در آن اثنا آن مقدار قبایح افعال و فضایح اعمال از وی ظاهر گشت که حکم همایون به سیاستش صادر شد و کار از شفاعت امرا و ارکان دولت در گذشت.»
در کتاب تاریخ ایلچی نظام‌شاه رویدادی ذکر شده‌است که نشانگر قدرت و نفوذ امیر نجم رشتی بوده‌است: «میر سید شریف که از فرزندزاده‌های استادالمحققین صاحب التصانیف الفایقه، سید شریف علامه بود، با طبقه صواعد که مردم ذی‌شان پادشاه‌نشان بودند سوءمزاجی داشت، در آن ایام به وساطت شیخ نجم گیلانی کلمه‌ای چند فتنه‌انگیز در باب صواعد و نسب ایشان که به سعد وقاص منتهی می‌شود به ذروه عرض اعلی رسانیدند. فرمان قضا جریان به گرفتن آن جماعت صادر شد. به موجب فرمان پادشاه بی‌همال ایشان را گرفته در سلاسل و اغلال کشیدند و آنچه در سر کار ایشان بود از ظاهر و نهان بگرفتند و آخر خواجه نظام‌الدین احمد را به برادر دیگر به قتل آوردند و یک برادر دیگر که خواجگی نام داشت فرار نمود و به جانب کرمان رفت.»

## مرگ
در عالم‌آرای شاه اسماعیل آمده‌است که نجم زرگر رشتی در هنگامی که شاه اسماعیل یکم در بستر بیماری مهلکی بود دعا کرد که خداوند عمر او را به شاه اسماعیل بدهد و به جایش جان او را بگیرد و پس از این دعا، بیماری شاه بهبود می‌یابد و نجم رشتی می‌میرد که این واقعه در سال ۹۱۵ قمری در تبریز رخ داده‌است. شاه اسماعیل، امیر یاراحمد خوزانی اصفهانی را که از زیردستان نجم رشتی و مورد علاقهٔ او بود را جانشین نجم رشتی و وکیل نفس نفیس همایون کرد و به او لقب «نجم ثانی» داد تا یاد امیر نجم رشتی را زنده نگه دارد.
در این کتاب آمده‌است: «چون نجم [رشتی] فرزند رشید نداشت شاه، رئیس یاراحمد خوزانی را رشید می‌دانست جای او را که وکالت شاه بود و مهر شاه در گردن نجم بود، مرشد کامل رئیس را به وکالت نفس همایون سربلند نمود. گفت: من می‌خواهم نام نجم همیشه در زبان من باشد. تو را نجم ثانی بگویند. آن بود که رئیس یار احمد خوزانی نجم ثانی شد، اما در قهر صد برابر نجم بود».